# Marquesado de Yavi

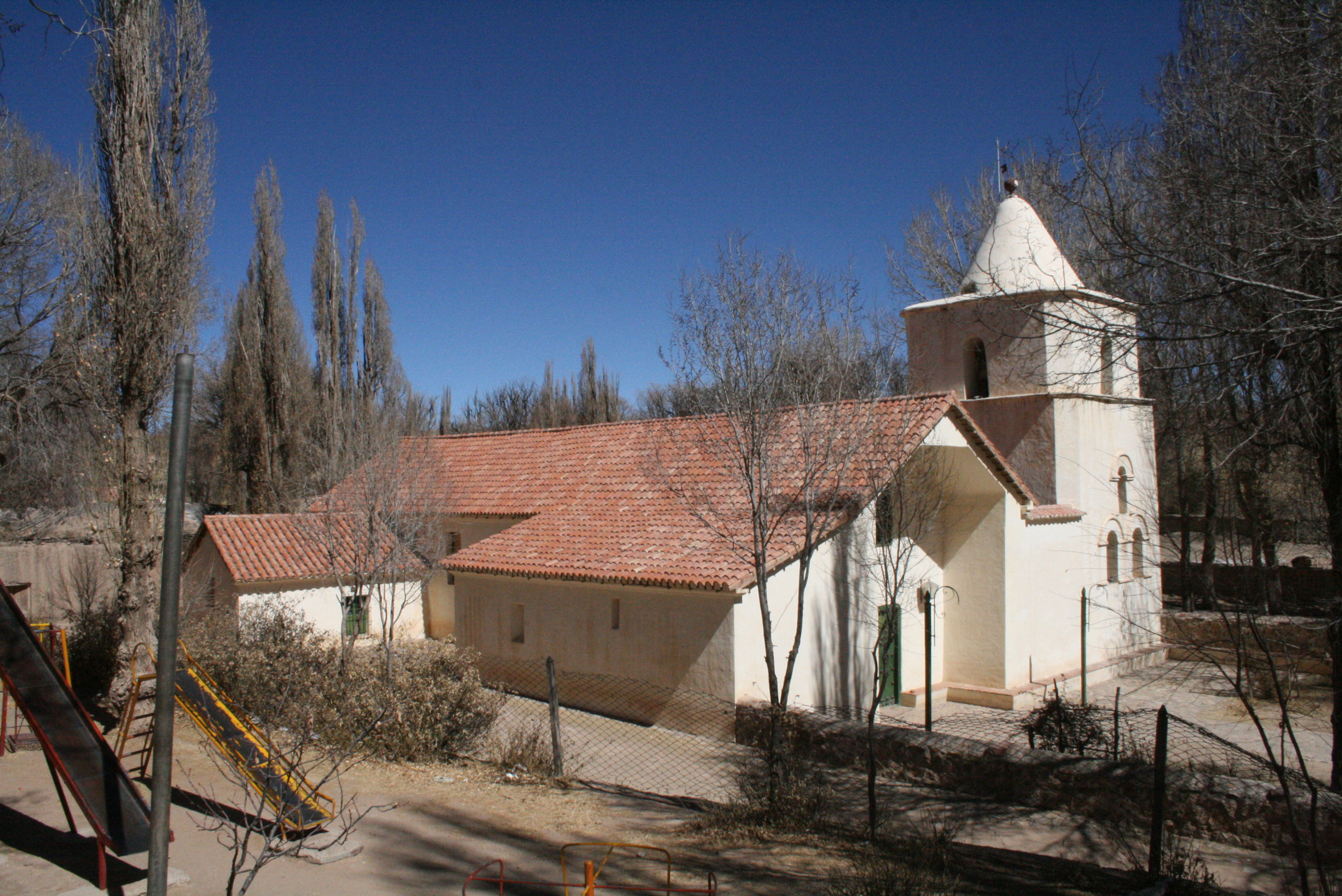
Iglesia de San Francisco en el pueblo de Yavi, actual provincia de Jujuy en la Argentina. Templo construido por Bernardo de Ovando en 1690 y terminado por Juan José Fernández Campero y Herrera, primer marqués del Valle de Tojo, en 1708.

El título nobiliario de Marqués del Valle del Tojo (Toxo en su forma antigua, pronunciado Tojo), fue otorgado por Real cédula de Felipe V a los Fernández Campero en 1708 en el ámbito del antiguo Virreinato del Perú. La "marca" - de donde proviene el título de "marqués" - era el sitio estratégico económico y de tránsito entre las provincias arribeñas del Alto Perú - hoy Bolivia- con sus riquezas mineras en el Potosí, viñedos y trigales en Tarija , y las provincias abajeñas (Jujuy y Salta de la actual República Argentina) con sus minas en la Puna (por ejemplo Rinconada del Oro), encomiendas, ganados y cultivos, lo que constituye el límite norte de lo que fuera la vasta Región del Tucumán.
Luego fue conocido popularmente como Marqués de Yavi, por la población en donde se encontraba su residencia principal (Yavi), en la actual provincia argentina de Jujuy. Al crearse el Virreinato del Río de La Plata  (1776) el preexistente Marquesado del Tojo quedó comprendido en su territorio, y mantuvo su condición estratégica  entre el Virreinato del Río de la Plata (con su puerto y capital en Buenos Aires) y el del Perú (con su capital en Lima y puertos en el Pacífico).  
Los dominios del Marquesado se extendían por el actual departamento de Tarija, Bolivia ( Méndez, Cercado y partes de José María Avilés y O'Connor), siendo los centros importantes: Tojo, Tarija y La Angostura; gran parte norte de Jujuy (los actuales departamentos de Yavi, Cochinoca, Santa Catalina, Rinconada, Susques, Humahuaca, Tumbaya, Ledesma, Tilcara, Valle Grande y Santa Bárbara), siendo los centros importantes: Yavi, Puesto del Marqués, Sansana, Yoscaba, Cochinoca, Casabindo y Coranzulí; el noroeste de Salta (los actuales departamentos de Santa Victoria, Iruya y Orán) siendo los centros importantes: Iruya, Orán, San Antonio de los Cobres y Santa Victoria Oeste; norte de Catamarca (departamento de Antofagasta de la Sierra), siendo centro importante Antofagasta de la Sierra; sur del departamento de Chuquisaca (provincias de Nor Cinti y Sud Cinti), siendo los centros importantes: Camataqui, Santa Ana, Pazpaya y Escapana; extremos sureste del departamento de Potosí (este de las provincias de Modesto Omiste, Nor Chichas y Sud Chichas), siendo los sobresalientes: Estumilla, Talina, Livi Livi, Reinecilla y Sococha; Región de Antofagasta siendo su capital homónima el centro importante. También, algunos autores le atribuyen el dominio del desierto y puna de Atacama (provincias de Jujuy, Salta y parte de la actual provincia de Catamarca), y sur de la actual Bolivia, aunque dichos territorios también formaban parte del Señorío de Huasán, atribuido a la familia Peña del Tucumán. 
La extensión geográfica se amplió con encomiendas y mercedes de tierras integradas principalmente por vía matrimonial al Marquesado, principalmente  la concesión a principios del siglo XVII, de las preexistentes encomiendas de Casabindo y Cochinoca a don Bernardo Gutiérrez de Ovando, las cuales fueron transmitidas mediante matrimonio por la heredera, Clemencia de Ovando a su esposo, el hidalgo Juan José Fernández Campero y Herrera. También, Clemencia Ovando transmitió a los bienes del Marquesado. las mercedes en los valles y en la quebrada jujeña  heredados de su abuelo, el Oidor de la Real Audiencia Pedro de Zarate, fundador de San Francisco de Álava en el valle de Jujuy (2.ª fundación de Jujuy, 1575).
El eje administrativo, económico y de residencia de los marqueses se encontraba entre Yavi (Jujuy, Argentina) y Tarija (hoy perteneciente a Bolivia). Los monumentos que hoy existen en la localidad de Yavi, la antigua iglesia de San Francisco de Yavi y la Casa Hacienda del Marquesado del Tojo  (hoy Museo Histórico Provincial ) son construcciones que datan de fines del siglo XVII, anteriores al mismo marquesado, que hoy integran el listado de Monumentos Históricos Nacionales de Argentina. Yavi llegó a ser uno de los más importantes centros poblados de la Gobernación del Tucumán, teniendo en su apogeo en el siglo XVIII. Su ubicación estratégica en el principal camino terrestre ("Camino Real") sirvió de vínculo entre las regiones del Plata, del Tucumán con el Alto Perú. Un oasis natural de ricas pasturas cruzado por el Río Yavi. La región poseía recursos minerales y mano de obra de los índigenas aplicada a la fundición de metales. Tanto es así que en toda la Guerra Gaucha, hubo fabricación de obuses, armas de filo y pólvora en las ciudades de Tarija y Jujuy, además de metales extraídos de las minas de Rinconada del Oro ( que también tenía Cabildo e Iglesia desde el año de 1670 en los territorios del Marquesado) y plata de la Formación de Acoyte, en la actual Puna salteña. En su hacienda de Tojo tuvieron también los marqueses residencia y capilla ,y diversos establecimientos en postas, como ser la actual localidad de Puesto del Marqués en (Jujuy).
La otra residencia se encuentra en la ciudad de Tarija, en la esquina noroeste de la plaza Luis Fuentes y Vargas, proveniente también del patrimonio de los Ovando. La misma fue reconstruida por el hijo del último marqués a mediados del siglo XIX, con estilo italianizante, con un peculiar patio circular y doble altura, con uso comercial actualmente.
Por lo mencionado, el Marquesado del Valle de Tojo fué el título nobiliario más relevante, en cuanto a duración temporal, extensión territorial y términos económicos  concedido por la Corona en el Virreinato del Río de la Plata, que vinculó con mayorazgos y encomiendas, que constituían una base territorial de explotación económica y control territorial de la población originaria, cuya posesión determinaba un factor de poder en la región de la Puna y el Tucumán. 
Además del Marquesado del Valle de Tojo, la Corona española sólo concedió el título nobiliario de Conde de Buenos Aires (1809 a 1810)  Santiago de Liniers como recompensa a su actuación en las Invasiones Inglesas, sin vínculo territorial, al que fuera luego el anteúltimo Virrey del Río de la Plata, aunque las autoridades de esa ciudad protestaron por la referencia geográfica del mismo. 
La extinción para la Corona Española del título del Marquesado del Valle de Tojo se originó en la postura independentista y patriota  que tomó el cuarto y último marqués del Valle del Tojo, el Coronel Campero, Juan José Feliciano Fernández Campero. Éste último llegó a alcanzar el grado de Coronel Graduado de los Ejércitos de las Provincias Unidas del Río de la Plata, lo que constituía un acto de traición a la Corona. Una vez terminadas las Guerras por la Independencia, su inmediato heredero, Fernando María Campero y Barragán, nunca reclamó el título nobiliario para sí, quizás porque se involucró en  afanes políticos y militares de la naciente República de Bolivia. Sin embargo, testó para que su hijo mayor Samuel Campero y de la Peña reclamara el título español, dejando constancia de su mejor derecho. 
Además las disposiciones legales previas a laformación de las Provincias Unidas del Río de la Plata, adoptadas por la Asamblea del Año XIII, abolió los títulos nobiliarios, aunque la propiedad y el control de las antiguas encomiendas continuó bajo la cabeza de la familia Fernández Campero. Este dominio se extendió hasta la segunda mitad del siglo XIX siendo motivo de constantes disputas políticas entre las Autoridades argentinas de las provincias de Salta y Jujuy, quienes desconfiaban de la nacionalidad boliviana del último propietario de dichas tierras. 
La designación de "marqués de Yavi" se volvió el habitual con el que se conoce a los Marqueses del Valle del Tojo —o Toxo—, siendo este último el legítimo nombre del marquesado. El último marqués y su hijo- aún luego de extinguido el título- fueron popularmente conocidos también como "el marqués Campero"; dado que el patronímico Fernández Campero se transmitió también por vía femenina - por prerrogativa real-  como en el caso de la II Marquesa, Manuela Micaela Ignacia Fernández Campero, y el III marqués del Valle del Tojo, su hijo Juan José Gervasio Fernández Campero y Martiarena del Barranco.

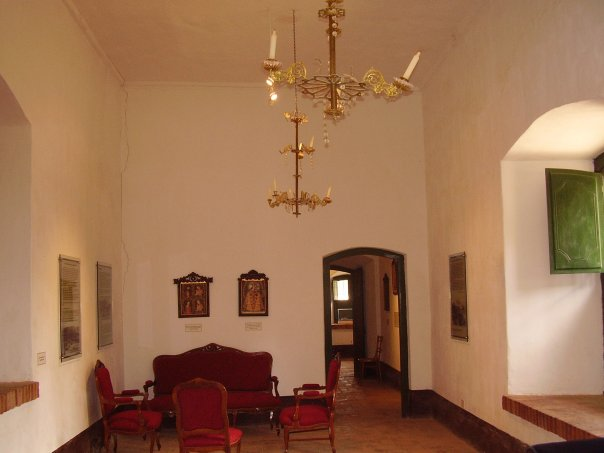
Imagen actual de uno de los salones de la Casa de los Marqueses de Tojo en Yavi, Jujuy.

## Origen e historia

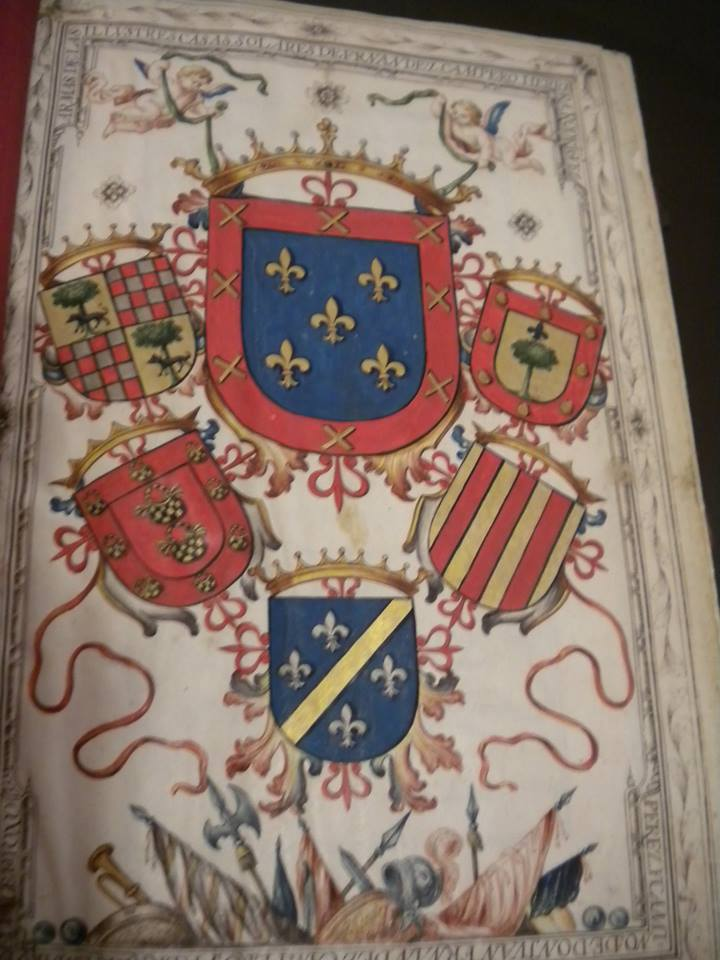
Heráldica certificada por el Rey de Armas del Rey de España y de las Indias, Felipe V, de Don Juan José Fernández Campero y Herrera como Primer marqués del Valle de Tojo. Año 1708. Archivo particular de la familia Figueroa Campero. Salta. Argentina.

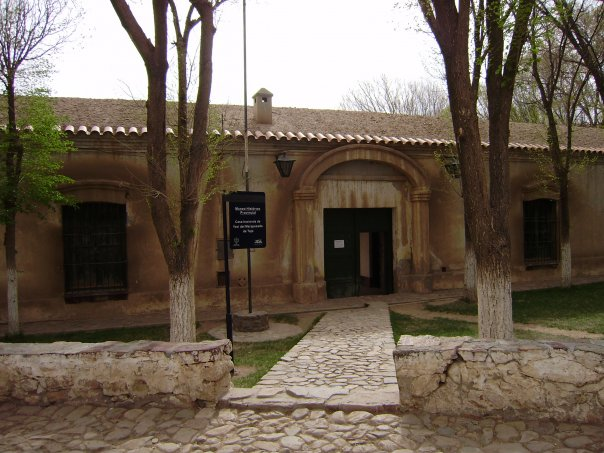
Casa Museo de los Marqueses del Valle de Tojo en su estado actual. Yavi, provincia de Jujuy.

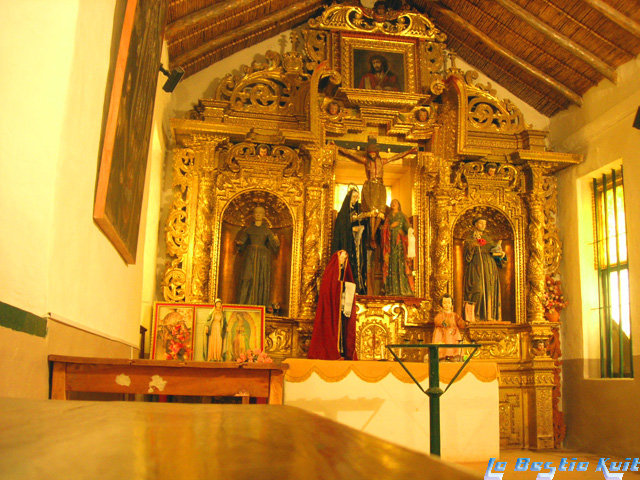
La capilla de las Ánimas en el templo de San Francisco de Yavi, iglesia palatina de los Marqueses del Valle de Tojo. Yavi, Jujuy.

El origen del acervo patrimonial del Marquesado no se remonta a España, sino a encomenderos saltojujeños y tarijeños del siglo XVII , época de las fundaciones de las ciudades, y siglo XVII, cuando don Bernardo Gutiérrez de Ovando recibió de la Corona española, las tierras y encomiendas que comprendían la región de Tarija y la Puna Jujeña y su área de influencia. Estos bienes permanecieron entre los Ovando por más de un siglo, hasta que Juana Clemencia de Ovando, esposa del I marqués, se convirtió en única heredera de tan extenso patrimonio y lo transmitió al mayorazgo del Marquesado. Cómo era menor de edad, su madre y un tío arreglaron su matrimonio con Juan José Fernández-Campero de Herrera, un hidalgo español nacido en 1645, en Abionzo, Cantabria, que había llegado como miembro del séquito del Virrey del Perú, Pedro Antonio Fernández de Castro, X conde de Lemos, y con cartas de recomendación de la reina Mariana de Austria.  El matrimonio se celebró el 5 de agosto de 1678, y como Juana Clemencia Ovando contaba con doce años de edad, ese mismo día levantó su protesta ante escribano público declarando que su matrimonio era forzado por su madre y su abuelo materno, aunque luego rectificó estas declaraciones aduciendo que habían sido impuestas por su padrastro, don Pedro de Santisteban. Sin embargo, la heredera universal de los bienes de los Ovando murió de sobreparto el 30 de diciembre de 1690, dejando como único heredero a su esposo Juan José Fernández Campero, 18 años antes que recibiera el título de marqués.
Convertido en uno de los terratenientes y encomenderos más ricos del territorio del Alto Perú y del Virreinato del Perú, Juan José Fernández Campero acrecentó el patrimonio recibido de su primer esposa con el comercio  y la minería y obtuvo el título de Marqués del Valle de Tojo el 9 de agosto de 1708. Ese mismo año contrajo matrimonio con Josefa Gutiérrez de la Portilla. Debido a las relaciones y servicios prestados a los Virreyes del Perú, a la hidalguía de sus orígenes españoles, a la munificencia de los donativos brindados a la educación y a la Iglesia y a la Compañía de Jesús, la familia Fernández Campero gozó del prestigio propio de la antigua nobleza, a la par que les aseguraba preponderancia política en los cabildos de Jujuy y de Tarija. Como muestra de su riqueza, los Marqueses del Valle de Tojo dotaron al colegio de la Compañía de Jesús de Tarija y a otras obras piadosas, iglesias y capillas en esa ciudad, Potosí y Yavi.
El patrimonio de los Marqueses del Valle de Tojo continuó creciendo mediante la compra de propiedades, además de los ingresos obtenidos de las encomiendas  y de las minas en sus territorios. También su fortuna se incrementó durante el siglo XVIII, por el comercio de grandes manadas de mulas, y efectos de la tierra (cueros, textiles, alimentos y vinos) destinadas al principal centro de demanda por aquel entonces, la explotación minera del Potosí. Para dar una idea de magnitud, el Potosí demandaba 30.000 mulas año hasta 1781. Las pasturas de la Puna eran aptas para la cría de camélidos y ovejas y la invernada de ganado mular, por el Camino Real y las postas del marquesado se hacía también el  arreo de ganado criado en las regiones del Tucumán, y permitía también el comercio de oro y plata extraídos de las explotaciones mineras de la Puna. Esta riqueza permitió, en el caso del primer marqués, Juan José Fernández Campero y Herrera, realizar donaciones para la construcción de las Iglesias de la Puna -Cochinoca, Casabindo-,adquirir una magnífica biblioteca, edificar una primera escuela, como también contratar al pintor peruano, Matheo Pizarro. para proveer con sus obras a las Iglesias de San Francisco de Yavi, de Uquía , de Humahuaca y residencias principales.

## El antiguo Marquesado del Valle de Tojo durante el periodo independentista y bajo el naciente Estado argentino
El título nobiliario desapareció por las disposiciones de la Asamblea del año XIII que determinaban el fin de los privilegios nobiliarios en el territorio rioplatense. Durante este periodo de las Guerras de la Independencia, el cuarto marqués Juan José Feliciano Fernández Campero, luego de un delicado equilibrio de lealtades entre los realistas y las fuerzas patriotas , se sumó en primer término al Ejército del Norte durante la Batalla de Salta (1813) y luego a las tropas comandadas por su pariente Martín Miguel de Güemes en la llamada Guerra Gaucha. Fue derrotado y hecho prisionero por el ejército realista en la Batalla de Yavi el 15 de noviembre de 1816. Capturado por los ejércitos realistas, su liberación se convirtió en un caso de relevancia política, tratado por el Congreso de Tucumán, en razón de que Juan José Feliciano Fernández Campero era diputado electo por la provincia de Chichas, aunque no se incorporó a dicha Asamblea por sus esfuerzos militares.
Siendo una figura de importancia para las autoridades realistas, su captura fue considerada un triunfo político, siendo trasladado a Lima, encerrado en la Fortaleza del Real Felipe,  para luego ser embarcado a España, muriendo en Kingston (Jamaica británica) un 22 de octubre de 1820, como resultado del agravamiento de su salud durante su cautiverio.
Los restos simbólicos fueron repatriados a Jujuy por intermedio de la Cancillería argentina, en marzo de 2010, como parte de una reivindicación histórica de la figura del general Güemes, jefe y pariente del Coronel Juan José Feliciano Fernández Campero, y demás héroes de la Guerra Gaucha .
Las fincas, explotaciones mineras y demás bienes que constituían la base patrimonial del antiguo Marquesado, fueron recuperadas y ampliadas mediante compra, por el heredero del último marqués, el general boliviano Fernando María Campero Barragán (1808-1883), quien ejerció el control territorial de toda la región, en el medio de la confusión de la zona fronteriza entre la naciente República de Bolivia y la Confederación Argentina. Autores como Juan Isidro Quesada, hacen referencia a que Fernando Campero fue reconocido como "el Marqués" por parte de su tío político, el mariscal Andrés de Santa Cruz, en mérito a los servicios prestados por su familia a la causa de la Independencia. Y con este apelativo fue conocido por los pobladores de la Puna, quienes vieron transformado el pago de los antiguos derechos de encomienda, en arriendos de tierra hasta pasada la primera mitad del siglo XIX.

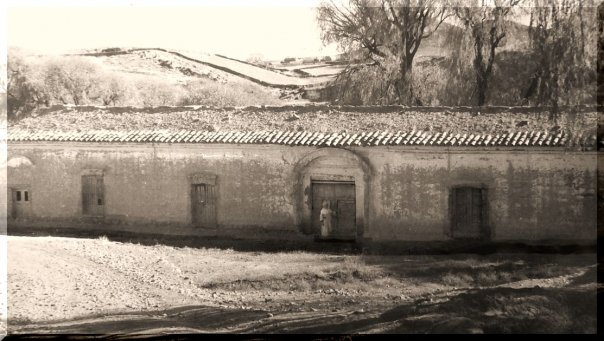
Fotografía del principios del que muestra la antigua Casona de los Marqueses del Valle de Tojo, luego de la desaparición del conglomerado de propiedades ordenada por la Corte Suprema de la Argentina en el año 1877.

Esta última cuestión se prolongó hasta la década de 1870, cuando los pobladores indígenas de Cochinoca y Casabindo en la provincia de Jujuy, impugnaron judicialmente los títulos de propiedad de Fernando Campero y sus derechos de continuar cobrando arriendos o derechos de encomienda. Estas disputas judiciales se dieron en tribunales jujeños y llegaron hasta la Corte Suprema de Justicia de la Nación, enmarcada en el enfrentamiento entre liberales mitristas y oponentes federales. 
El gobernador jujeño Pedro José del Portal, mitrista, no reconoció los derechos de propiedad de Fernando Campero Barragán sobre las propiedades de Cochinoca y Casabindo, mientras que el gobernador José María Álvarez Prado restituyó la posesión de los bienes a Fernando Campero haciendo reserva de un juicio posterior de clarificación de títulos para verificar la procedencia de la titularidad del dominio. La disputa judicial entre Campero y sus impugnadores tuvo diferentes estadíos, hasta que la Corte Suprema de la República Argentina resolvió la cuestión en 1877, declarando caducas e incompatibles con el régimen jurídico y constitucional argentino, las antiguas mercedes reales otorgadas en encomienda sobre los pobladores de Cochinoca y Casabindo.No así las otras propiedades del antiguo Marquesado, la finca de Yavi,  que fue transmitida a los herederos de Fernando Campero Barragán y de su segunda esposa Corina Aráoz de Campero, quienes la mantuvieron en su patrimonio hasta mediados del siglo XX. Otros bienes inmuebles ubicados en la provincia de Jujuy fueron objeto de transacciones entre la Familia Campero y sus habitantes bajo el auspicio del gobierno jujeño.
Los restantes bienes del antiguo Marquesado fueron divididos por disposiciones testamentarias de Fernando María Campero Barragán, en 1883. Los bienes ubicados en territorio boliviano, fueron entregados a los hijos de su primer matrimonio con Tomasa de la Peña Campero y Santa Cruz. La primera esposa de Fernando Campero era hija de Juan Ignacio de la Peña Campero y de María Josefa Santa Cruz, descendiente de don Diego Campero y Sigler, afincado en Tucumán, quien falleció en junio de 1729,vecino de Abionzo, España , de dónde procedía también el 1° Marqués. También, Tomasa de la Peña Campero y Santa Cruz, era sobrina del Mariscal de Zepita, Andrés de Santa Cruz, lo que explica el papel que jugó Fernando María Campero Barragán en el conflicto  entre la Confederación Argentina y la Confederación Perú-Boliviana en la primera mitad del siglo XIX, y la Anexión de Tarija, que dejó de ser provincia rioplatense y paso a formar finalmente parte del Estado de Bolivia.
Por su parte, los bienes ubicados en el territorio argentino , en las provincias de Salta y Jujuy correspondieron a los hijos habidos del segundo matrimonio de Fernando María Campero-Barragán con Corina Aráoz y Vaca de Pazos del Rey. También fueron beneficiarios con propiedades, los hijos legitimados que Fernando Campero tuvo con la dama jujeña, Vicenta Valverde.  Hoy la descendencia de los marqueses se encuentra esparcida en Bolivia, Chile y en el Norte argentino.

## Archivo documental del antiguo Marquesado del Valle de Tojo en Jujuy
En la actualidad los fondos documentales del Marquesado del Valle de Tojo, cuyo acervo está constituido por testamentos, cartas dotales, dispensas eclesiásticas, y otros actos relativos a la vida familiar de los Marqueses, como también, otros documentos de carácter comercial, jurídico y político, están depositados en el Archivo Histórico de la provincia de Jujuy. Dicha documentación está identificada como "los fondos del Marquesado del Valle de Tojo", destinado a la consulta de investigadores.

## Titulares del Marquesado del Valle de Tojo desde su creación
Hubo cuatro marqueses desde su creación por la Real Cédula emitida por Felipe V, rey de España, hasta su supresión por las disposiciones de las Asamblea del Año XIII, de las Provincias Unidas del Río de la Plata. No obstante, en el periodo de la Guerra de la Independencia y la Guerra Gaucha, entre 1812 y 1825, la costumbre hizo que Juan José Feliciano Fernández Campero, como también su hijo Fernando María Campero Barragán, fuesen tratados socialmente como "marqueses". 
El título se encuentra extinto actualmente y ha sido eliminado de los registros del Ministerio de Justicia español, como también, del listado de títulos nobiliarios de la Diputación Permanente y Consejo de la Grandeza de España.
En América, los titulares del marquesado fueron los siguientes:
- Juan José Fernández-Campero de Herrera (1708-1716)
- Manuela Micaela Ignacia Fernández Campero (1716-1763)
- Juan José Gervasio Fernández Campero (1763-1784)
- Juan José Feliciano Fernández Campero y Pérez de Uriondo Martiarena , Coronel Mayor de las Provincias Unidas del Río de la Plata, oficial patriota de la Guerra de la Independencia (1784-1820)

Sin embargo, cabe señalar que dos descendientes con derecho al título nobiliario:
- Fernando María Campero Barragán (1808-1883), cuarto hijo del último marqués. Heredero de los bienes del Marquesado y llamado coloquialmente "el Marqués". Si bien, nunca tuvo intenciones de rehabilitar el título nobiliario bajo la ley española, mantuvo el control de las propiedades del marquesado, y testó a favor de su hijo Samuel Campero De la Peña transmitiendo "el mejor derecho" en cuanto al título nobiliario, en su rama principal, con descendencia.
- Vicente Francisco del Sol y Veyán (Chile 1841- Francia 1902), quinto nieto del primer marqués. Era un diplomático chileno, perteneciente a la rama colateral de los Pérez de Uriondo- Fernández Campero.  Reclamó la rehabilitación del título bajo la legislación española, durante el reinado del rey Alfonso XII.[6]Murió sin descendencia.